# Huanglong, Yan'an
Huanglong är ett härad som lyder under Yan'ans stad på prefekturnivå i Shaanxi-provinsen i norra Kina.